# Scania Serie G
Lo Scania Serie G è un autocarro e trattore stradale prodotto da Scania AB a partire dal 2005 per sostituire lo Scania Serie 4. Esso appartiene alla categoria degli autocarri con masse totali da 18 a 41 t.

## Contesto
La gamma Serie G, nel corso degli anni, è stata prodotta in due generazioni:

### Prima generazione (2005–2016)

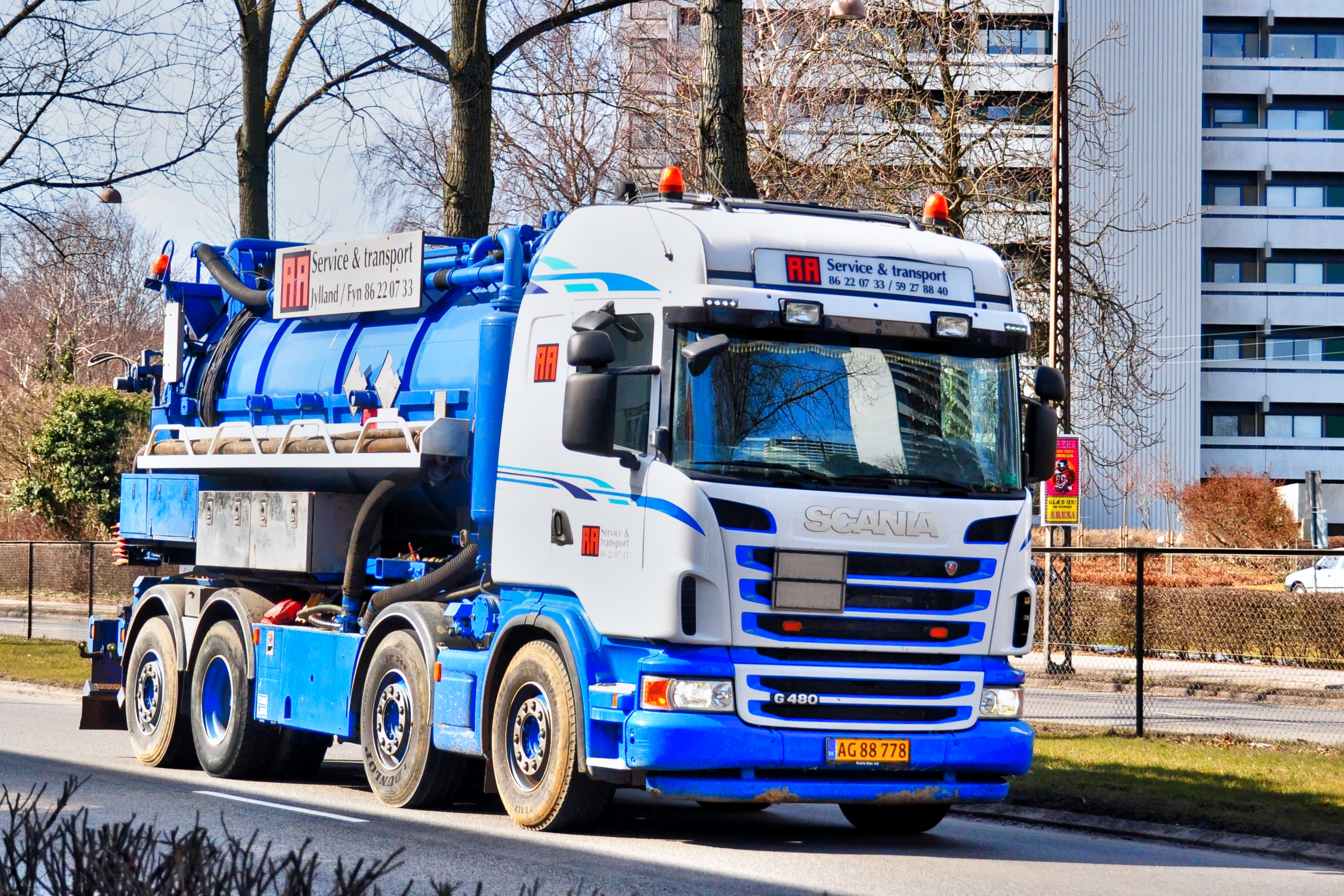
Scania G480

Introdotta nel 2005, a prima generazione della Serie G è stata progettata per impieghi misti, con particolare attenzione alla maneggevolezza, alla robustezza e al comfort. Era disponibile con cinque varianti di cabina, tra cui una cabina corta, una cabina giorno e tre versioni con cuccetta. Le cabine della Serie G offrivano maggiore spazio interno rispetto a quelle della Serie P e un’ampia compatibilità con diversi motori. L’autocarro poteva essere equipaggiato con una gamma di motori a sei cilindri in linea, tra cui: 8,9 litri (230–310 CV), 9,3 litri (230 CV), 11,7 litri (340–480 CV) e 12,7 litri (360–480 CV).
I telai modulari e le numerose configurazioni consentivano una vasta personalizzazione, comprendente diverse opzioni per trasmissione (manuale o automatizzata Opticruise), sospensioni (a balestre o pneumatiche), altezza del telaio e robustezza strutturale.
Nel 2010 la Serie G ricevette un primo aggiornamento, con modifiche estetiche alla griglia anteriore e al livello di equipaggiamento. Un ulteriore restyling avvenne nel 2013, con l’introduzione della linea Streamline, che portò migliorie aerodinamiche, nuovi gruppi ottici e interni più raffinati.

### Seconda generazione (dal 2017)

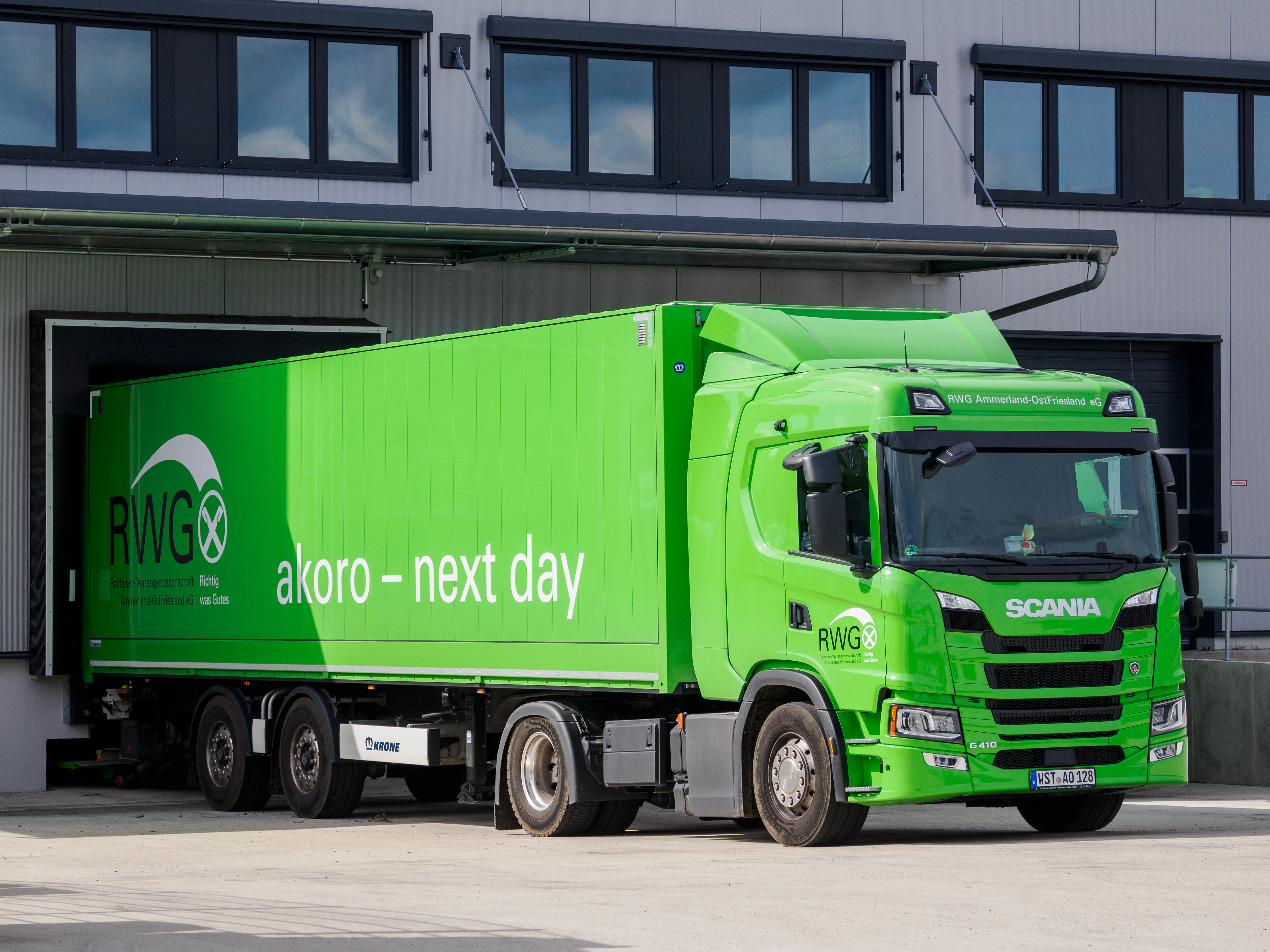
Scania G410

La seconda generazione della Serie G è stata presentata nel 2017, come parte del rinnovamento completo della gamma Scania denominata Next Generation. Il nuovo design delle cabine ha introdotto miglioramenti alla visibilità, grazie a montanti anteriori più sottili, vetri laterali maggiorati e una plancia ribassata.
Come nella generazione precedente, sono disponibili cinque versioni di cabina: cabina corta, cabina giorno e tre cabine letto (Low, Normal e Highline). Le cabine sono state progettate per migliorare l’aerodinamica, l’efficienza del carburante, la sicurezza e il comfort di marcia. I motori sono conformi alla normativa Euro 6, offrendo una combinazione di potenza ed efficienza, con cilindrate simili a quelle della generazione precedente.
Tra le novità tecniche si segnalano nuovi sistemi avanzati di assistenza alla guida (ADAS), cruscotto digitale con nuove funzionalità di infotainment, ulteriori miglioramenti nella struttura del telaio e nella maneggevolezza.
Grazie alla sua configurazione modulare, può essere realizzata in versioni 4x2, 6x2, 6x4 e 8x4.

## Motorizzazioni
La gamma Serie G presenta le seguenti motorizzazioni:
| Modello | Motore | Motore   | Cilindrata (l) | Potenza (kW) a (U/min) | Coppia (Nm) a (U/min) |
| ------- | ------ | -------- | -------------- | ---------------------- | --------------------- |
| Diesel  |        |          |                |                        |                       |
| R250    | R5     | DC09 111 | 9,3l           | 184 a 1.800            | 1.250 a 1.000–1.300   |
| R280    | R5     | DC09 113 | 9,3l           | 206 a 1.900            | 1.400 a 1.000–1.350   |
| R320    | R5     | DC09 108 | 9,3l           | 235 a 1.900            | 1.600 a 1.050–1.300   |
| R360    | R5     | DC09 112 | 9,3l           | 265 a 1.900            | 1.700 a 1.100–1.350   |
| R370    | R6     | DC13 116 | 12,7l          | 272 a 1.900            | 1.900 a 1.000–1.300   |
| R410    | R6     | DC13 115 | 12,7l          | 302 a 1.900            | 2.150 a 1.000–1.300   |
| R450    | R6     | DC13 124 | 12,7l          | 331 a 1.900            | 2.350 a 1.000–1.300   |
| R490    | R6     | DC13 125 | 12,7l          | 360 a 1.900            | 2.550 a 1.000–1.300   |
| R500    | V8     | –        | 15,6l          | 368 a 1.800            | 2.500 a 1.000–1.350   |
| R520    | V8     | DC16 101 | 16,4l          | 382 a 1.900            | 2.700 a 1.000–1.300   |
| R560    | V8     | –        | 15,6l          | 412 a 1.900            | 2.700 a 1.000–1.400   |
| R580    | V8     | DC16 102 | 16,4l          | 427 a 1.900            | 2.950 a 1.000–1.350   |
| R620    | V8     | –        | 15,6l          | 456 a 1.900            | 3.000 a 1.000–1.400   |
| R730    | V8     | DC16 103 | 16,4l          | 537 a 1.900            | 3.500 a 1.000–1.400   |
| R730    | V8     | –        | 16,4l          | 537 a 1.900            | 3.500 a 1.000–1.350   |
| Metano  |        |          |                |                        |                       |
| R280    | R5     | OC09 101 | 9,3l           | 206 a 1.900            | 1.350 a 1.000–1.400   |
| R350    | R5     | OC09 102 | 9,3l           | 250 a 1.900            | 1.600 a 1.000–1.400   |